# Cadence Weapon
Cadence Weapon, pseudonimo di Roland Pemberton, detto Rollie (Edmonton, 21 febbraio 1986), è un rapper canadese.

## Biografia
Nato e cresciuto ad Edmonton, in Alberta, Rollie è figlio di Teddy Pemberton, uno dei disc jockey hip hop pionieri sulla radio CJSR-FM. Ha iniziato a dedicarsi al rap all'età di 13 anni e successivamente alle scuole superiori ha frequentato la scuola di giornalismo abbandonandola per dedicarsi a tempo pieno alla musica. Ha pubblicato quindi nel 2005 un mixtape underground intitolato Cadence Weapon is the Black Hand, ed il suo debutto con un album LP è stato nel medesimo anno, pubblicando Breaking Kayfabe.
L'album Breaking Kayfabe ha ottenuto forti recensioni sui media canadesi, statunitensi e britannici, Cadence ha così potuto effettuare un tour a supporto del disco in Canada, ma con tre date anche ad Austin in Texas ed una partecipazione al South by Southwest festival del 2006. Il magazine Chart ha definito Cadence Weapon come uno dei quindici artisti canadesi da tenere d'occhio nel  2006.
Oltre alle incisioni come solista, Cadence Weapon ha anche remizato tracce per Lady Sovereign e Ciara, scrivendo inoltre recensioni riguardanti l'hip hop per riviste quali Stylus Magazine e Pitchfork Media.
Cadence Weapon è stato poi nominato ai Polaris Music Prize del 2006 che metteva in palio il premio di ventimila dollari come Canadian album of the year. Tuttavia ha dovuto cedere il passo all'album He Poos Clouds dei Final Fantasy. Nonostante questa rivalità per una sera, Cadence ha rivelato una certa amicizia con Owen Pallett dei Final Fantasy, tanto da esibirsi assieme nel programma Fuse della CBC Radio nell'aprile del 2007.
Il 21 febbraio del 2007, Pemberton ha annunciato di essere sotto contratto per l'etichetta americana Epitaph Records, questa mossa ha dato un grande impulso alla sua carriera, anche perché la Epitaph ha deciso la pubblicazione del suo album anche negli Stati Uniti il 13 marzo. Cadence ha poi annunciato anche la sua partecipazione al tour dei Final Fantasy.

## Discografia parziale

### Album
- 2005 - Cadence Weapon is the Black Hand (2005)
- 2005 - Breaking Kayfabe (2005)
- 2008 - Afterparty Babies (2008)
- 2012 - Hope in Dirt City (2012)
- 2018 - Cadence Weapon (2018)
- 2021 - Parallel World (2021)